# Rudolf Krautschneider
Rudolf Krautschneider (* 22. srpna 1943 Vídeň) je český publicista, vydavatel a ilustrátor, námořník, mořeplavec a dobrodruh (postavil několik lodí, plavil se po všech mořích, mj. na plachetnici obeplul Antarktidu). Napsal zhruba desítku knih (některé byly přeloženy do polštiny, němčiny a angličtiny) a natočil několik dokumentárních filmů. Sám o sobě říká, že je tak trochu Rakušanem, trochu Němcem i Čechem, ale „přesvědčením” je Polákem.
Je členem ČANY – České asociace námořního yachtingu.

## Životopis
Narodil se ve Vídni v roce 1943 v rodině rakouského otce a moravské matky. Po skončení 2. světové války bydlel v dětském domově a pak se svou matkou ve Znojmě, otec byl vojákem wehrmachtu a vrátil se z vězení až šest let po válce. Základní školu ukončil sedmou třídou, poté pracoval v dole a delší dobu jako dřevorubec v lese.
Svoji první jachtu začal stavět na řece Dyji. Moře, které se později stalo jeho vášní, spatřil poprvé, když mu bylo 16 let. Zkoušel se plavit na cizích lodích, ale snil o vlastním plavidle, a tak začal budovat svoji jachtu. V 60. letech se poprvé kontaktoval s polskými námořníky a staviteli jachet. Z polských přístavů se pak vydával na velké námořní plavby. Potěšil Poláky tím, že je považoval za lidi, na které se mořeplavec může v nesnázích spolehnout, s čímž se setkal v různých přístavech světa.
Popularitu mezi světovými jachtaři získal díky plavbám na svých jachtách „Vela”, „Polka”, „Polárka” a „Victoria”. S jachtou „Vela” doplul v roce 1976 na Shetlandy a v dalších letech na Island, kdy Vela tehdy jako první tuzemská jachta překročila Severní polární kruh. S jachtou „Polka” doplul na Špicberky (1979) a na Falklandy (1981–1983), kde se octl v době mezistátního konfliktu. Na ocelové „Polárce” vykonal plavbu kolem Antarktidy (s dalšími dvěma členy posádky). Jeho nová oceánská loď má pevnou konstrukci, ale délku jen 3 metry 30 cm. Pokud nepluje na lodi, věnuje se rodině, píše nebo ilustruje knihy nebo objíždí české školy se svými přednáškami. Dříve si také na plavby vydělával jako dřevorubec.

## Dílo
- Lidé a oceán, 1991, další vydání Magalhaes-Cano, 2015 (ISBN 978-80-87312-15-5) a 65. pole, 2016 (ISBN 978-80-87506-75-2)
- Jak nelze zabít město, 1992
- Dopisy z ostrova tučňáků, Nakl. Magalhaes-Cano, 1995, nové vydání 2014, ISBN 978-80-87312-11-7
- Legenda dobyvatelů, Nakl. Magalhaes-Cano, 1997, ISBN 80-902306-1-X
- Plachetnicí kolem světa pro pírko tučňáka, Nakladatelství Magalhaes-Cano, 1999 (ISBN 80-9023-060-1), 2012 (ISBN 978-80-87312-06-3) a 65. pole, 2014, ISBN 978-80-87506-36-3
- Co přinesly vlny a odvál vítr, Nakl. Magalhaes-Cano, 2006 (ISBN 80-903323-1-5), 2014 (ISBN 978-80-87312-09-4) a 65. pole, 2017 (ISBN 978-80-87506-95-0)
- Život v kleči aneb Za hory za doly, Nakl. Magalhaes-Cano, 2011, ISBN 978-80-87312-05-6
- Moře solí země, Nakl. Magalhaes-Cano, 2010, ISBN 978-80-87312-02-5, 65. pole, 2019, ISBN 978-80-88268-11-6
- Vnučka oceánu, Nakl. Magalhaes-Cano, 2010, ISBN 978-80-87312-01-8
- Ring volný - třetí kolo, Nakl. Magalhaes-Cano, 2009, ISBN 978-80-87312-00-1
- Znojemská trilogie, Nakl. Magalhaes-Cano, 2014, ISBN 978-80-87312-12-4
- Chlapec od řeky Dyje, Nakl. Magalhaes-Cano, 2018, ISBN 978-80-87312-16-2
- Zvorat oceán i nepevninu, Nakl. Magalhaes-Cano, 2020, ISBN 978-80-87312-18-6
- Ostrovy pěti oceánů, Nakl. Magalhaes-Cano, 2021